# Microdymasius niger
Microdymasius niger là một loài bọ cánh cứng trong họ Cerambycidae.